# 이집트사 연대학
이집트사 연대학은 문제가 많은 작업이다. 대부분의 이집트 학자들은 공통적인 연대기의 윤곽과 세부사항의 대부분에 동의하지만, 여러 사건과 지배자들에 대한 다양한 반론들도 나왔다. 고왕국의 시작은 1세기 정도 차이나며 고대 이집트의 후기는 수년 정도 차이가 난다.

## 대안의 연대기
| 이집트 왕조 | J. H. Breasted의 연대기 | Ian Shaw의 연대 |
| 1 & 2왕조   | 3400 – 2980             | c.3000 – 2686   |
| 3 왕조      | 2980 – 2900             | 2686 – 2613     |
| 4 왕조      | 2900 – 2750             | 2613 – 2494     |
| 5 왕조      | 2750 – 2625             | 2494 – 2345     |
| 6 왕조      | 2623 – 2475             | 2345 – 2181     |
| 7 & 8 왕조  | 2475 – 2445             | 2181 – 2160     |
| 9 & 10 왕조 | 2445 – 2160             | 2160 – 2025     |
| 11 왕조     | 2160 – 2000             | 2125 – 1985     |
| 12 왕조     | 2000 – 1788             | 1985 – 1773     |
| 13~ 17 왕조 | 1780 – 1580             | 1773 – 1550     |
| 18 왕조     | 1580 – 1350             | 1550 – 1295     |
| 19 왕조     | 1350 – 1205             | 1295 – 1186     |
| 20 왕조     | 1200 – 1090             | 1186 – 1069     |
| 21 왕조     | 1090 – 945              | 1069 – 945      |
| 22 왕조     | 945 – 745               | 945 – 715       |
| 23 왕조     | 745 – 718               | 818 – 715       |
| 24 왕조     | 718 – 712               | 727 – 715       |
| 25 왕조     | 712 – 663               | 747 – 656       |
| 26 왕조     | 663 – 525               | 664 – 525       |